# سويفل
سويفل (بالإنجليزية: Swvl)‏ هي شركة مصرية للنقل في الحافلات من خلال تطبيقها الإلكتروني مقرها الرئيسي في دبي، وأسعارها معقولة ومناسبة لمعظم فئات المجتمع ولها عمليات في أكثر من خمس دول. تعمل الحافلات عبر خطوط ثابتة وتسمح للعملاء بالحجز والدفع لهم باستخدام التطبيق.

## النشأة
تم إنشاء الشركة من قبل مصطفي قنديل ومحمود نوح وأحمد صباح، وقرروا في فبراير 2017 وهم بعمر الرابعة والعشرين، الاستقالة من وظائفهم لبدء الاستثمار خاص بهم حيث بدأوا تطوير تطبيق سويفل.
استغرقت عملية التطوير التي استعان فيها قنديل بخبرته في سوق النقل وتطوير الحلول الرقمية، نحو شهر تقريبا، حيث أطلقوا التطبيق للعمل في شوارع مصرفي شهر مارس عام 2017.

## التوسع
في بداية المشروع، تعاون الشباب الثلاثة مع شركات السياحة لتوفير حافلات النقل، واتفقوا على أن يتولى قنديل منصب الرئيس التنفيذي للمشروع، وجمعت الشركة خلال عام واحد من التأسيس 9 ملايين دولار من التمويل. بعد ذلك، قرر الشركاء نقل المقر الرئيسي لمشروعهم إلى دبي، وتوسعت أعمال الشركة لتشمل 10 دول، منها مصر والسعودية وكينيا وباكستان والإمارات والأردن ونيجيريا.
وبلغت قيمة شركة 1.4 مليار

### الشراكة Queen's Gambit
في 28 يوليه 2021 وأعلنت شركتا "Swvl"، وشركة Queen’s Gambit المدرجة في بورصة نازداك، وهي شركة استحواذات ذات غرض خاص، الأسبوع، إبرام اتفاق نهائي بغرض اندماج الأعمال الذي من شأنه أن يؤدي إلى تحويل «سويفل» إلى شركة عامة مساهمة، بقيمة تصل إلى 1.5 مليار دولار. تم ادراج شركة Swvl في بورصة ناسداك.
حصلت الشركة على 445 مليون دولار من هذه الصفقة، وتخطط أن توظفها في توسيع نطاق أعمالها لتشمل 20 دولة خلال السنوات الأربع القادمة.
حول سبب اختيار Queen's Gambit لهذه الصفقة، قالت فيكتوريا جريس، المؤسسة والرئيس التنفيذي، في بيان إن «سويفل تتناسب مع ما كانت تبحث عنه، قائلة إنها» منصة مزعزعة تحل التحديات المعقدة وتمكن السكان المحرومين". وايضا سبب الشراكة الاهتمام المشترك بين الشركتين بالحفاظ علي البيئة.
أصبحت سويفل واحدة من أكثر الشركات الأفريقية الناشئة المدعومة من قبل شركات الاستثمار المغامر. إدراجها في ناسداك سيجعلها أول شركة مصرية ناشئة تطرح للجمهور خارج مصر،
كما ستشكل أكبر إدراج لشركة أفريقية ناشئة تتجاوز قيمتها مليار دولار في الولايات المتحدة متجاوزة جوميا التي بلغت قيمتها 1.1 مليار دولار عند إدراجها في بورصة نازداك

### التوسع في أوروبا وأمريكا الاتينية
19 أغسطس 2021 أعلنت شركة سويفل توقيع اتفاق نهائي للاستحواذ على حصة مسيطرة في شوتل لتوسع في أوروبا وأمريكا الاتينية

## التاريخ
مارس 2017 بداية شركة سويفيل في القاهرة.
2017 كانت قيمة شركة 2 مليون دولار.
في أوائل عام 2019، وسعت نطاق عملياتها لتشمل كينيا  وخصوصا في نيروبي. عقدت الشركة شراكة مع BRCK لخدمة الواي فاي المجانية في حافلاتها.
في يونيو 2019، جمعت الشركة مبلغ 42 مليون دولار للتوسع في أفريقيا.
في يوليو 2019، وسعت نطاق عملياتها لتشمل باكستان، بدءاً من لاهور. في سبتمبر، وسعت نطاق عملياتها لتشمل كراتشي وإسلام أباد.
في أكتوبر 2019، تم حظرهم في كينيا بسبب مشكلات تنظيمية.
يوليو 2021 ادراج الشركة في بورصة نازداك.
19 أغسطس 2021 استحواذ Swvl علي شوتل.

## وصلات خارجية
- سويفل على موقع Google Play (الإنجليزية)
- الموقع الرسمي